# Бойль, Ричард (спортсмен)
Ричард Фредерик Роберт Рочин Бойль (англ. Richard Frederick Robert Pochin Boyle; 11 октября 1888, Хенли-он-Темз, Оксфордшир — 6 февраля 1953[…], Першор, Вустершир) — британский гребец, бронзовый призёр летних Олимпийских игр 1908 года.
Из аристократической семьи. Правнук 8-го графа Корка.
На Играх 1908 года в Лондоне Бойль был рулевым второго экипажа восьмёрок Великобритании. Его команда сразу попала в полуфинал, где проиграла сборной Бельгии. Несмотря на это, она разделила третье место и получила бронзовые медали.
Участник Первой мировой войны; был ранен. Капитан.